# Cruz Diablo
Cruz Diablo (bra: Cruz Diabo) é um filme mexicano de 1934, dos gêneros swashbuckler, ação e aventura histórica, dirigido por Fernando de Fuentes, estrelado por Ramón Pereda e Lupita Gallardo, e coestrelado por Julián Soler e Emilio Fernández. O roteiro do próprio de Fuentes e Vicente Oroná foi baseado em uma história escrita por Oroná.
A produção marcou a estreia cinematográfica de Rita Hayworth, embora seu pequeno papel não tenha sido creditado, na época em que ainda era conhecida como Rita Cansino.

## Sinopse
No século XVI, na Nova Espanha, um espadachim mascarado conhecido como Cruz Diablo rouba dos ricos para dar aos pobres e, ao fazer isso, marca suas testas com uma cruz. Ele e o Inspetor Diego de la Barrera (Ramón Pereda) tentam impedir que Marcela (Lupita Gallardo), filha do Conde de Luna, se case com um velho marquês, então Diego finge ser o Conde para impedir o casamento. Marcela, no entanto, ama secretamente Carlos (Juan José Martínez Casado), que está preso e sendo torturado para evitar que se case com a moça. A mãe de Carlos enlouquece e conta para Cruz Diablo o que aconteceu. A revelação sobre a situação desencadeia consequências graves para todos os envolvidos no plano de proteger Marcela.

## Elenco
- Ramón Pereda como Diego de la Barrera / Conde de Luna
- Lupita Gallardo como Marcela
- Julián Soler como Nostromus
- Emilio Fernández como Toparca, o ladrão
- Vicente Oroná como Chacho
- Rosita Arriaga como Marta
- Juan José Martínez Casado como Carlos
- Matilde Brillasa como Malvina
- Manuel Tamés como Comandante Rocafuerte
- Paco Martínez como Marquês Pedro de la Florida
- Carlos López "Chaflán" como Servente de Nostromus

Notas
- Rita Hayworth teve um pequeno papel não-creditado na época em que ainda era conhecida como Rita Cansino.[6]

## Produção
O filme foi gravado nos estúdios da Compañía Nacional Productora, localizados no Paseo de la Reforma, na Cidade do México. As filmagens duraram seis semanas, e começaram em 13 de setembro de 1934, com um orçamento de $ 200.000.
Nicolás Reyero, que era general do Heroico Colegio Militar, liderou a instrução no uso de armas como espadas, floretes e sabres para membros do elenco.
Dentro do trabalho de cenografia, dois assistentes de produção contraíram varíola ao manusear tanto roupas antigas quanto móveis de época, levando a Secretaria de Saúde do México a declarar quarentena no estúdio do filme, adiando as gravações.

## Recepção
O filme é considerado a produção cinematográfica mexicana mais cara feita até então. O sucesso do filme também abriu caminho para um gênero específico no cinema mexicano, inspirado nos romances de capa e espada, mas situado na Nova Espanha, como é o caso de "Martín Garatuza", de Gabriel Soria; e "Monja, casada, vírgen y mártir", de Juan Bustillo Oro.
O filme foi lançado no Cine Palacio em 28 de novembro de 1934, sendo exibido exclusivamente lá por uma semana. A produção foi um sucesso, mas foi exibida apenas por uma semana devido à urgência do Cine Palacio em exibir outro sucesso, o filme francês "La Batalla". A produtora do filme realizou uma campanha publicitária antes do lançamento, convidando o público a adivinhar quem estava por trás da máscara de Cruz Diablo nos cartazes promocionais, criando expectativa sobre a identidade do ator.
Além do Cine Palacio, a produção foi exibida no Teatro Guerrero de Puebla, no Cine Iracheta de Pachuca, no Cine Eslava de Veracruz e no Teatro Macedonio Alcalá de Oaxaca.
Emilio García Riera afirmou que o personagem Cruz Diablo foi inspirado na obra do escritor Michel Zevaco, e criticou a "trama complicadíssima" do filme, bem como a falta de necessidade dramática do personagem Nostromus. Ele comentou positivamente o trabalho de cenografia e figurino de época, mas apontou que de Fuentes não demonstrou tanta inspiração no filme.
O jornal The New York Times chamou-o de "um delicioso bocado da Nova Espanha de há 300 anos atrás", e "um dos melhores filmes que já cruzou o Rio Grande". O jornal El Universal destacou o tamanho da produção cinematográfica, qualificando-a como "o máximo esforço do nosso cinema, sendo o primeiro filme produzido no México com grande custo e grande extravagância de propriedade e luxo em todas e cada uma das cenas".
Bertha Elena Castañeda destacou a atuação de Ramón Pereda e classificou a de Lupita Gallardo como "fria e sem alma", mas ainda elogiou tanto a direção quanto o roteiro e a fotografia. Ela descreveu a trama como parte do "padrão de embustes coloniais". Fidel Solís usou "Cruz Diablo" como exemplo da maturidade alcançada pela indústria cinematográfica mexicana, que anteriormente, em sua opinião, era "dispersa", com "fracassos e outros sucessos parciais".
O veículo especializado El Cine Gráfico destacou a ambientação do filme como "uma tentativa de recriar os locais originais da Colônia". O Ilustrado destacou a criação de cenários específicos ao estilo da Nova Espanha, dizendo: "especialmente um quarto e uma sala ... foram construídos com habilidade, sabendo que não eram para serem ocupados, mas sim fotografados".
No mesmo meio, Carlos Noriega Hope criticou de Fuentes por ser conservador em suas interpretações da cultura mexicana: "Não há audácia em suas concepções, talvez temendo incomodar o público com elas, e consequentemente o bolso do produtor. O dia em que ele se despojar de sua frieza nórdica e tiver coragem suficiente para sair da trilha que lhe foi traçada, ele será um senhor diretor de verdade". Por outro lado, Fernando Rondón elogiou os sets do filme, declarando que são de alta qualidade em sua recriação, "com uma fidelidade que Hollywood gostaria de ter para si".
Em 1971, José de la Colina afirmou que o filme era um exemplo da capacidade de de Fuentes de criar cenas noturnas "em um ambiente misterioso e gótico".

## Impacto cultural
"Cruz Diablo" havia sido anteriormente apresentado como uma peça teatral. Derivado do sucesso do filme, a editora Cartones começou a publicação de uma versão em história em quadrinhos, que foi publicada de 1945 a 1968.